# Jan Kulik

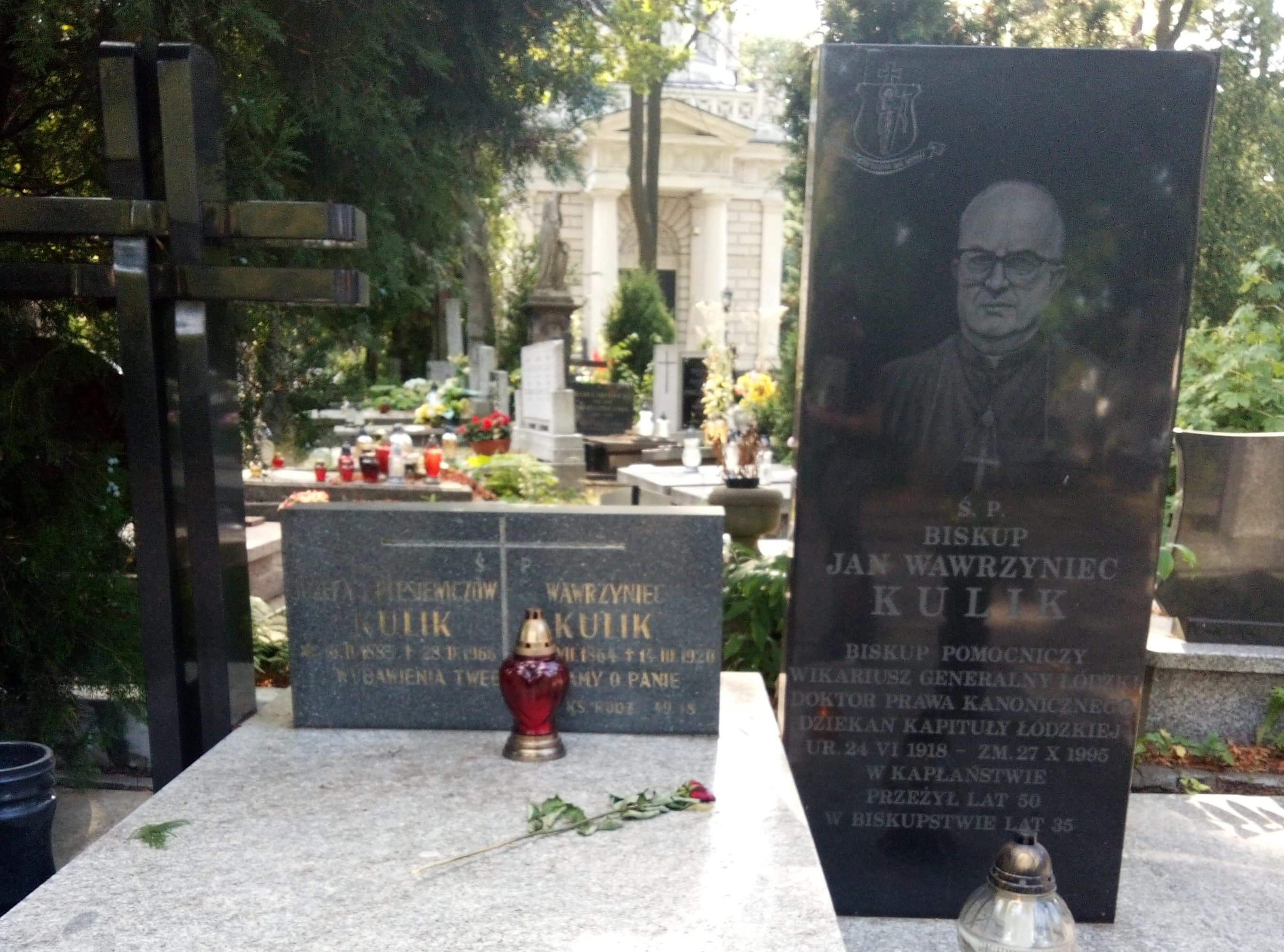
Grobowiec rodzinny, w którym spoczął biskup Jan Kulik

Jan Wawrzyniec Kulik (ur. 24 czerwca 1918 w Milejowie, zm. 27 października 1995 w Łodzi) – polski duchowny rzymskokatolicki, doktor prawa kanonicznego, biskup pomocniczy łódzki w latach 1959–1993, od 1993 biskup pomocniczy senior archidiecezji łódzkiej.

## Życiorys
Urodził się 24 czerwca 1918 w Milejowie. W latach 1932–1937 uczęszczał do Państwowego Gimnazjum im. Bolesława Chrobrego w Piotrkowie Trybunalskim, gdzie złożył egzamin dojrzałości. W 1937 rozpoczął studia filozoficzno-teologiczne w Wyższym Seminarium Duchownym w Łodzi, które po wybuchu II wojny światowej kontynuował w Szczawinie, dokąd przeniesiono seminarium. Po jego zamknięciu przez okupanta dalsze studia w latach 1940–1941 odbył w pallotyńskim Wyższym Seminarium Duchownym w Ołtarzewie, a w latach 1941–1944 w Wyższym Seminarium Duchownym w Sandomierzu. Święceń prezbiteratu udzielił mu 3 czerwca 1945 w katedrze św. Stanisława Kostki w Łodzi miejscowy biskup diecezjalny Włodzimierz Jasiński. W latach 1951–1953 studiował prawo kanoniczne na Wydziale Teologii Katolickiej Uniwersytetu Warszawskiego, uzyskując magisterium. Dalsze studia odbył w latach 1952–1955, kończąc je doktoratem na podstawie dysertacji Stan prawny Kościoła rzymskokatolickiego w Królestwie Kongresowym (1815–1830) uzyskanym na Wydziale Prawa Kanonicznego Akademii Teologii Katolickiej w Warszawie.
W latach 1945–1948 pracował jako wikariusz w parafii św. Benedykta i św. Anny w Srocku. Od 1948 do 1953 był administratorem parafii św. Wojciecha w Niesułkowie, w międzyczasie także administratorem parafii św. Barbary w Skoszewach. W latach 1954–1957 pracował w diecezji warmińskiej jako notariusz kurialny, wiceoficjał sądu biskupiego, obrońca węzła małżeńskiego, wykładowca prawa kanonicznego w Wyższym Seminarium Duchownym Hosianum i kapelan Wojewódzkiego Szpitala im. Mikołaja Kopernika w Olsztynie. Po powrocie do diecezji łódzkiej został w 1957 ustanowiony wicekanclerzem, a rok później kanclerzem kurii diecezjalnej. Był także sędzią sądu biskupiego, rektorem kościoła św. Urszuli w Łodzi, kapelanem urszulanek szarych, a także sekretarzem pomocniczym II synodu diecezjalnego.
15 lipca 1959 papież Jan XXIII mianował go biskupem pomocniczym diecezji łódzkiej ze stolicą tytularną Rhandus. Święcenia biskupie otrzymał 4 października 1959 w katedrze św. Stanisława Kostki w Łodzi. Konsekrował go kardynał Stefan Wyszyński, prymas Polski, w asyście biskupów łódzkich: diecezjalnego Michała Klepacza i pomocniczego Jana Fondalińskiego. Jako dewizę biskupią przyjął słowa „Illum crescere – me minui” (Aby On wzrastał, mnie trzeba się umniejszać). W październiku 1959 został ustanowiony wikariuszem generalnym diecezji. W kurii diecezjalnej pełnił funkcje: przewodniczącego Referatu (Wydziału) Duszpasterskiego, Rady Administracyjnej, Komisji ds. Cmentarzy, Komisji Organistowskiej, Komisji ds. Księży Emerytów oraz Komisji ds. Budowlanych i Konserwatorskich. Należał do kolegium konsultorów i rady kapłańskiej. Po śmierci biskupa Michała Klepacza od 27 stycznia 1967 do 31 października 1968 zarządzał diecezją jako wikariusz kapitulny. Został ustanowiony kanonikiem gremialnym łódzkiej kapituły katedralnej, w której od 1972 pełnił funkcję dziekana. W latach 1970–1995 był proboszczem parafii Najświętszego Serca Jezusowego i św. Marii Małgorzaty Alacoque w Łodzi. Jednocześnie w latach 1975–1990 sprawował funkcję dziekana dekanatu Łódź-Północ, następnie w latach 1990–1995 dekanatu Łódź-Radogoszcz. 10 lipca 1993 ustąpił z urzędu biskupa pomocniczego łódzkiego.
W Episkopacie Polski był wiceprzewodniczącym Komisji ds. Duszpasterstwa Dobroczynnego, przewodniczącym Podkomisji ds. Duszpasterstwa Ludzi Sędziwych, Chorych i Inwalidów, a także członkiem Podkomisji ds. „Księżówki” w Zakopanem. W latach 1963 i 1965 uczestniczył w II i IV sesji Soboru Watykańskiego II.
Asystował podczas sakr biskupów łódzkich – diecezjalnego Józefa Rozwadowskiego (1968) i pomocniczych: Bohdana Bejzego (1963), Władysława Ziółka (1980) i Adama Lepy (1988).
Zmarł 27 października 1995 w Łodzi. 31 października 1995 został pochowany w grobowcu rodzinnym na cmentarzu parafii św. Józefa Oblubieńca Najświętszej Maryi Panny w Łodzi.